# 保淳
保淳（1796年—1842年），字厚斋，号樸庵，张氏，内务府汉军正黄旗人。嘉庆丙子举人，庚辰进士。
后任广东惠州府龙川县知县，并任道光八年戊子科广东乡试同考官。

## 家族
- 曾祖應魁，直隶正定营都司；
- 祖又良；
- 伯祖法良，乾隆甲子举人，河南陈州府知府；
- 父椿齡，乾隆壬子举人，贵州知县。母徐氏（胞兄正白旗漢軍、乾隆二十年（1755）己亥科舉人徐秉鑑，胞侄女徐氏嫁镶黄旗汉军郝沾（父郝荣安，曾祖吏部尚书兼两江总督郝玉麟））。
- 堂伯百齡，乾隆壬辰进士，两广、两江总督，刑部尚书，协办大学士，三等男，谥文敏；
- 堂叔桂齡，嘉庆丙辰进士，户部左侍郎。[1]